# Арес Людовизи

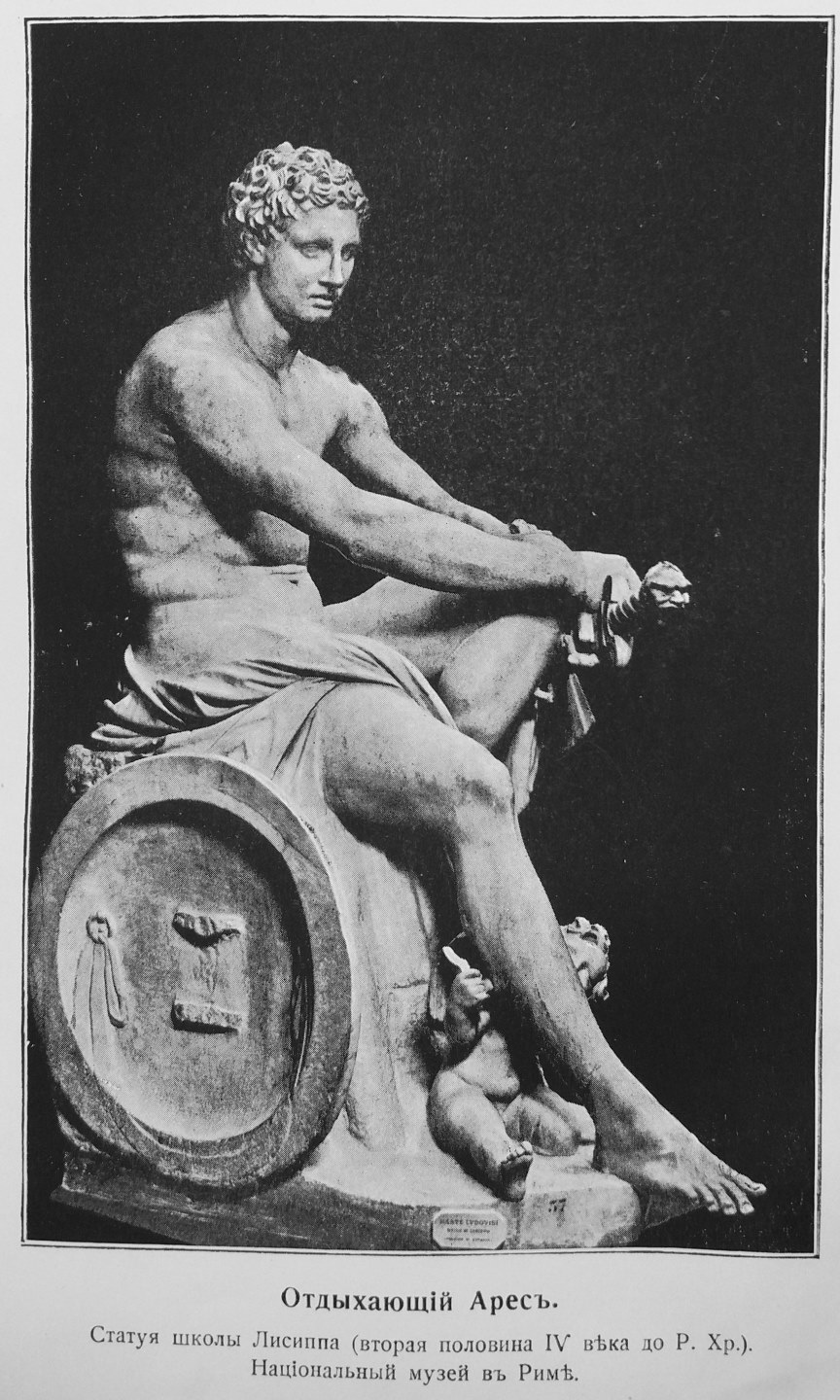
Отдыхающий Арес из издания 1914 года.

Арес Людовизи — мраморная скульптура юного безбородого бога войны Ареса, найденная на месте храма Марса (римского коррелята греческого Ареса) рядом с Цирком Фламиния на Марсовом поле в Риме при строительных работах в 1622 году. Представляет собой копию либо реплику пентелийского мрамора с бронзового оригинала древнегреческого позднеклассического мастера IV века до н. э. (возможно, Лисиппа или Скопаса). Датируется временем «добрых императоров» (II век н. э). Оригинал не сохранился.

## История
Скульптура была найдена в Риме в 1622 году. Пьетро Санти Бартоли назвал район южной части бывшего Марсова поля возле Палаццо Санта-Кроче в Рионе-Кампителли и обстоятельства находки «при прокладке канализационного канала», но точное место до настоящего времени остаётся неясным.
Скульптура попала в коллекцию, собранную кардиналом Людовико Людовизи, племянником папы Григория XV, на вилле, которую он построил недалеко от Порта Пинчиана, на месте, где Гай Юлий Цезарь и его наследник, Октавиан Август, имели свои виллы. В 1622 году скульптура была восстановлена молодым Джованни Лоренцо Бернини, который отполировал поверхность мрамора, добавил рукоять меча и, по своему усмотрению, утраченную правую ногу, а также, вероятно, фигурку играющего у ног бога войны Амура.
И. И. Винкельман, составляя каталог собрания Людовизи, назвал скульптуру «самым красивым Марсом, сохранившимся с античности». В XVII—XVIII веках Арес Людовизи был предметом восторгов ценителей искусства. В то время ещё не придавали особого значения различиям качества древнегреческих оригиналов, которые были плохо известны, и их позднейших римских повторений.
В 1901 году будущий наследник семьи, принц Бонкомпаньи-Людовизи, выставил древности Людовизи на аукционную распродажу. Девяносто шесть произведений, в том числе скульптуру Ареса, выкупило итальянское государство, а остальные были рассредоточены по музеям Европы и США. В 1990 году, во время реформы Национального музея Рима) с целью восстановления знаменитых коллекций в прежнем составе их выдающихся собирателей, Ареса Людовизи установили в Палаццо Альтемпс —исторической резиденции семьи, расположенной к северу от Пьяцца Навона в Риме.

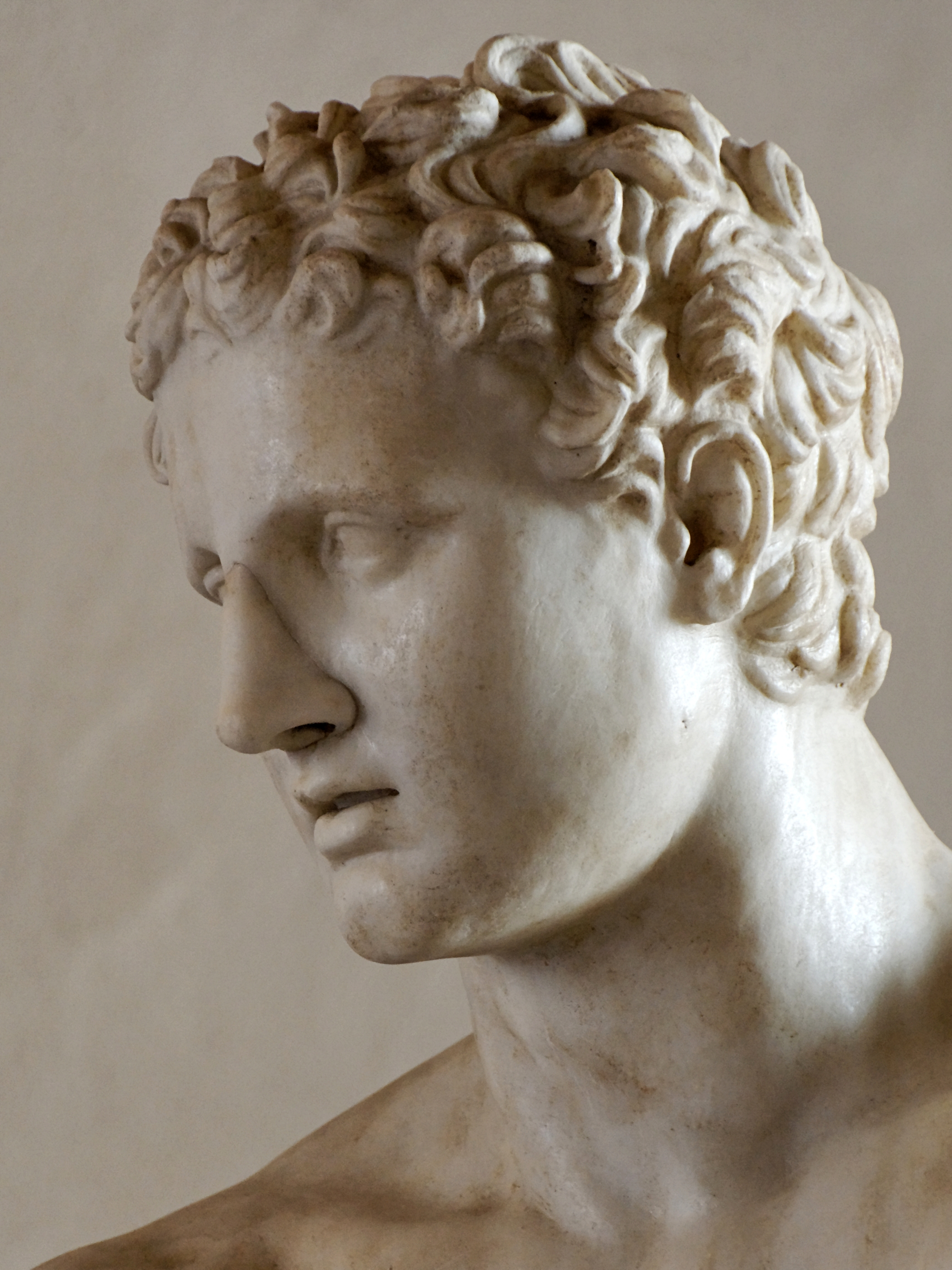
Голова Ареса Людовизи
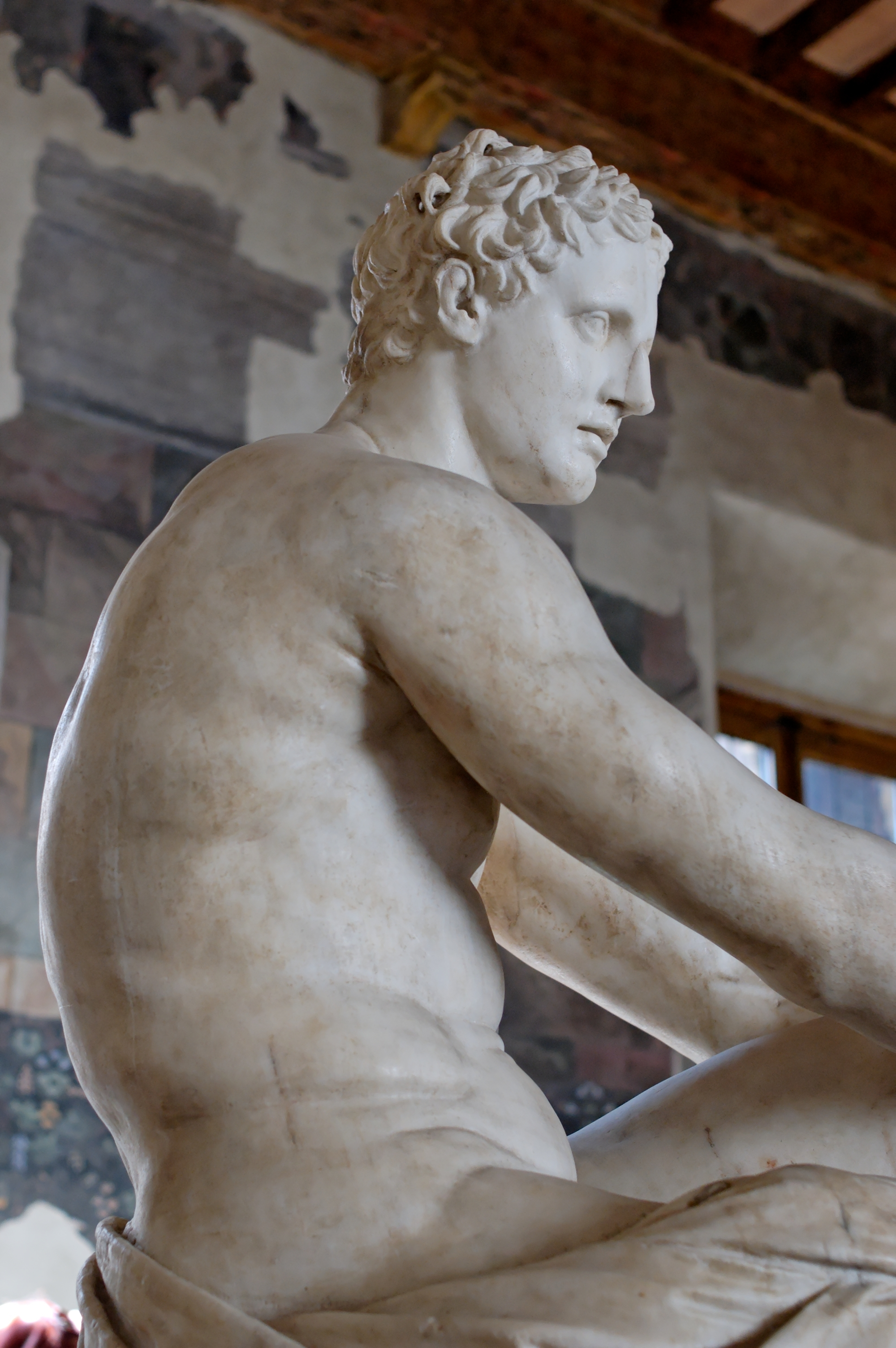
Деталь скульптуры с правой стороны
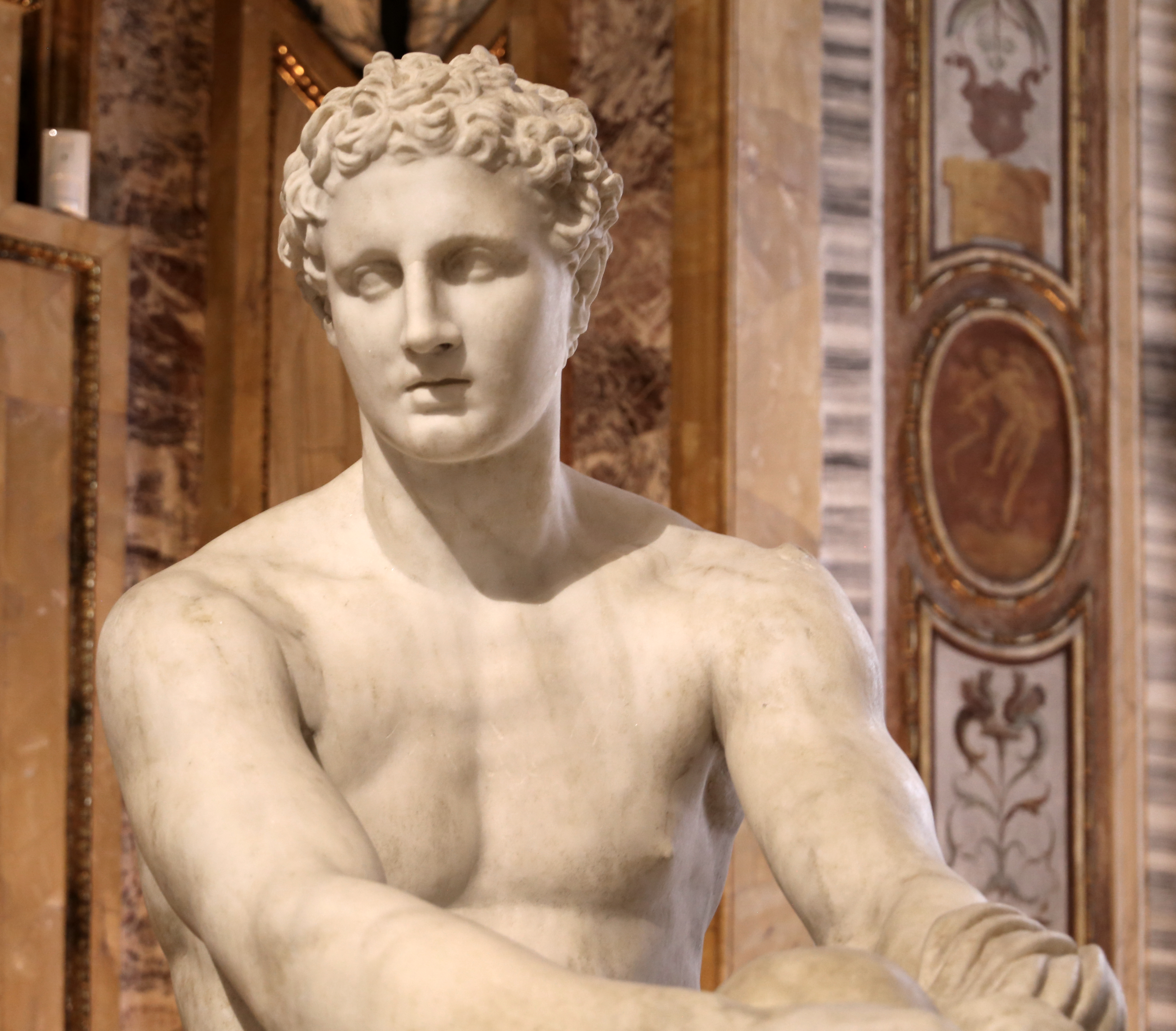
Деталь скульптуры
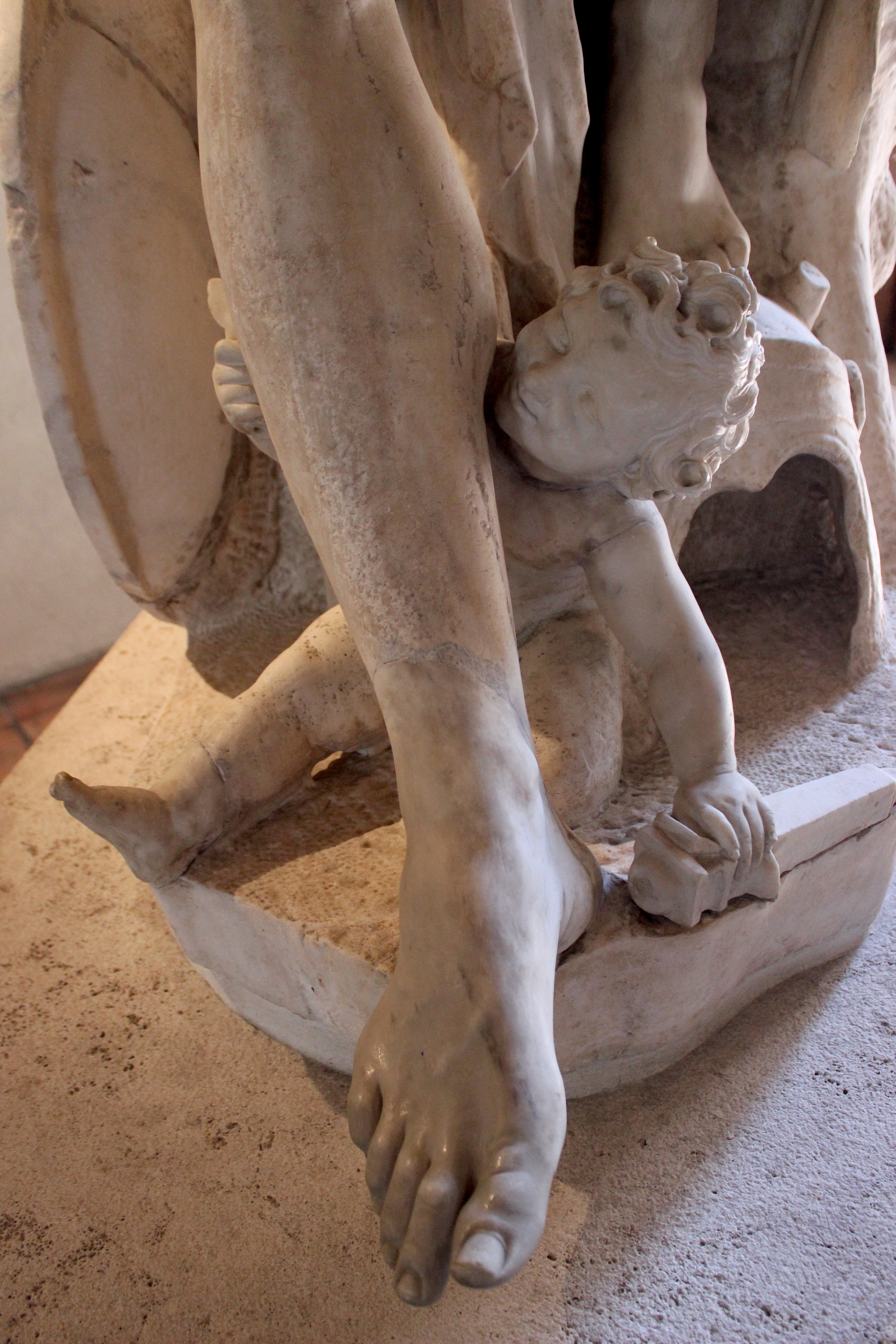
Деталь скульптуры с Амуром
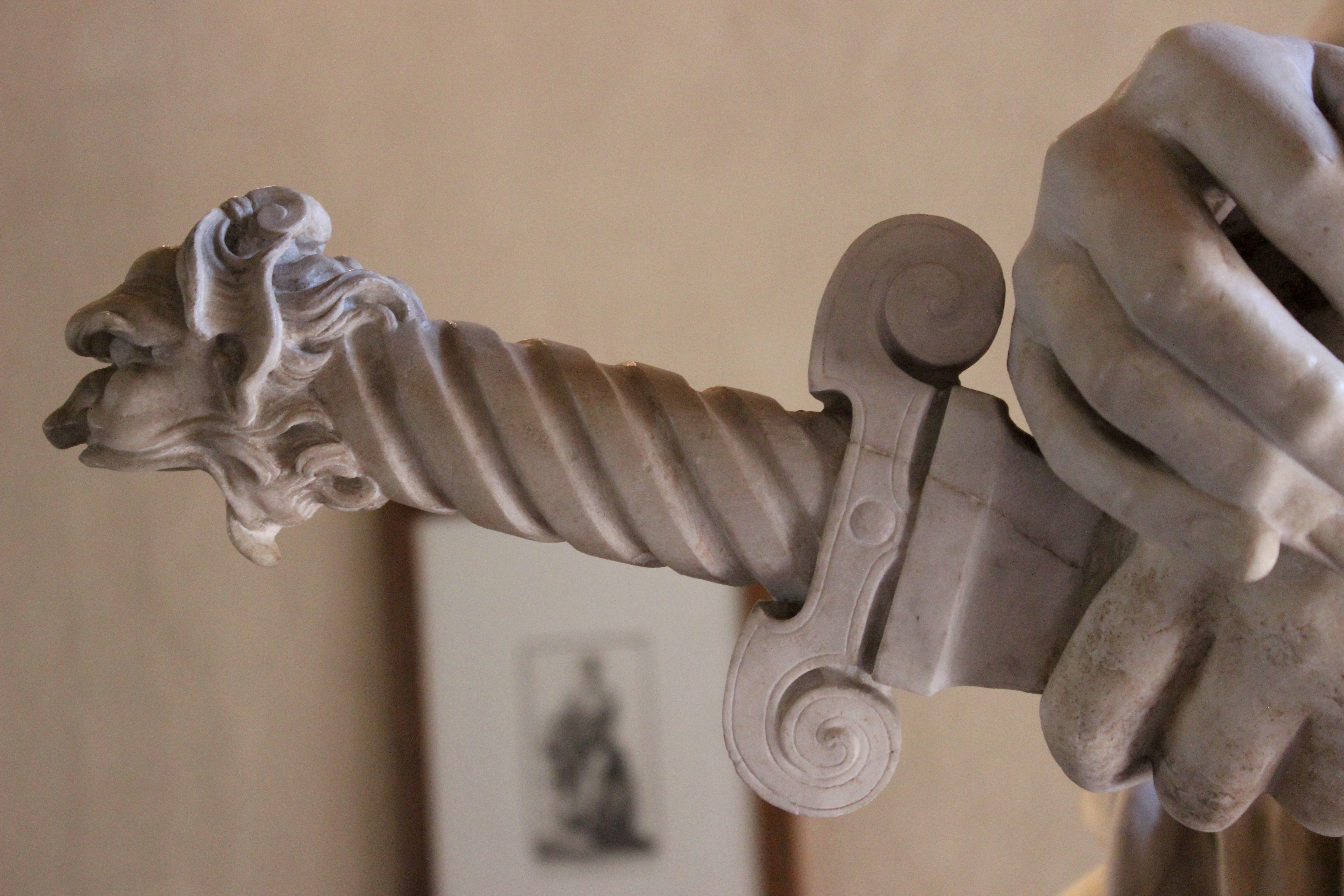
Рукоять меча
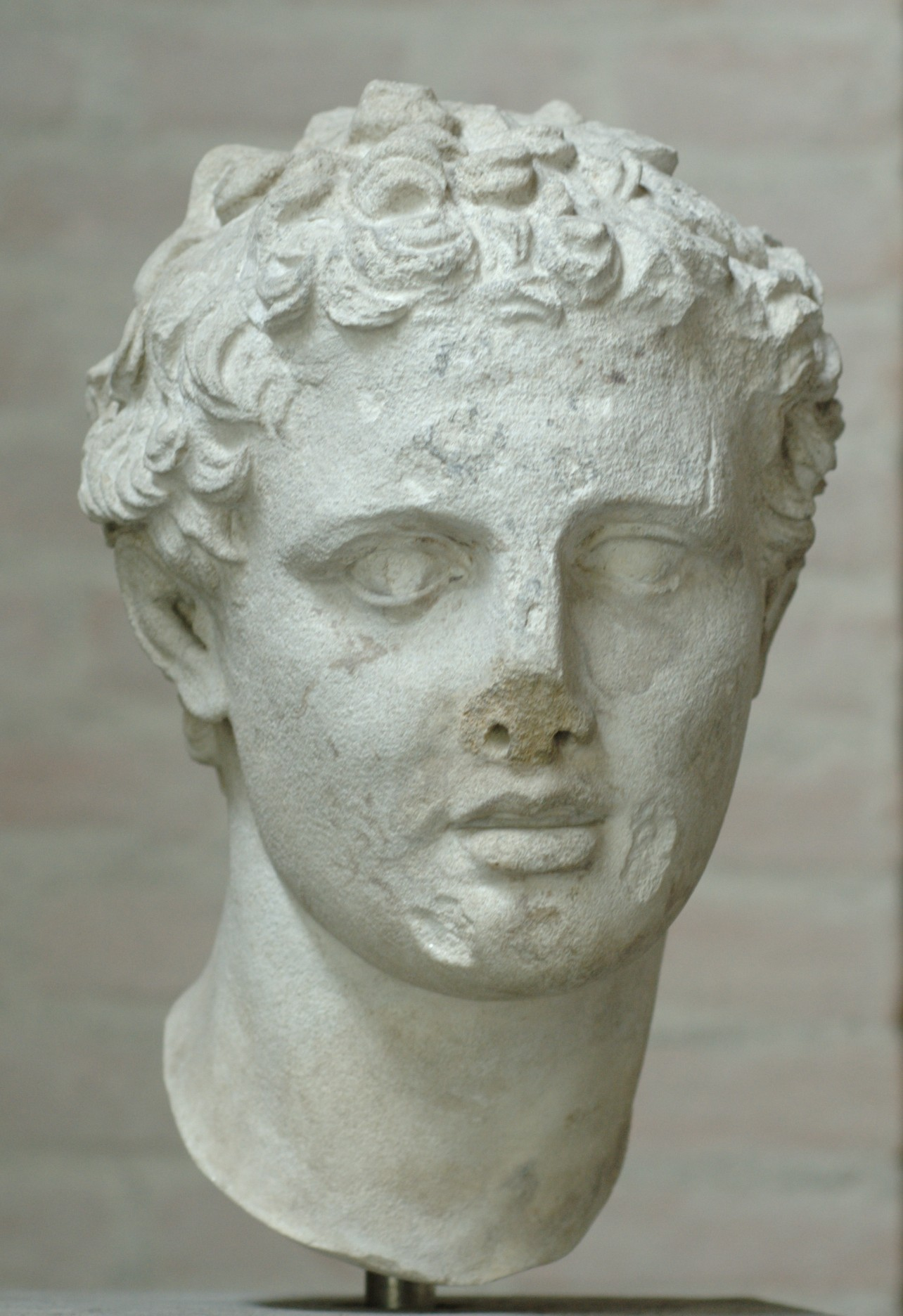
Голова Ареса. Возможно, круга Лисиппа. Ок. 330 г. до н. э. Глиптотека, Мюнхен

## Атрибуции
Ф. Коарелли связывал скульптуру с храмом Марса, воздвигнутым в южной части Марсова поля, и признавал в оригинале работу Скопаса Младшего II века до н. э., который создавал статуи для храма. Некоторые детали скульптуры: маленький Амур (Эрот), смотрящий снизу вверх на бога войны (если признать эту деталь существовавшей в оригинале), указывающий на связь Ареса с Афродитой, выступы и подкосы с левой стороны, а также менее детализированная левая часть головы Ареса, показывают, что статуя изначально могла быть частью группы, изображающей Афродиту и Ареса, воплощения, согласно греческой мифологии, любви, побеждающей войну. В качестве альтернативы, возможно, существовал второй Эрот, играющий вокруг левого плеча Ареса.
Однако Аресу Людовизи не хватает «колоссальности», чтобы соответствовать культовому образу в храме Марса Фламиниева цирка, упомянутого Плинием Старшим в «Естественной истории». Поэтому такую гипотезу считают неубедительной.
Тем не менее, такой выдающийся знаток как Адольф Фуртвенглер видел в Аресе Людовизи уменьшенную копию культовой статуи Марса «in circo», которую он приписывал старшему Скопасу. Джозеф Финк еще в 1964 году утверждал, что произведение представляет собой эклектичное творение начала I века до нашей эры. Он увидел в нём сочетание позднеэллинистической головы с элементами V и IV веков до н. э. и «позднеклассический торс работы окружения Лисиппа».
Примечательны и высокие оценки скульптуры, сделанные путём сравнения Ареса Людовизи и Бельведерского торса из Ватикана: поверхность и той, и другой скульптуры «далека от буквального изображения анатомии, скульптура представляет собой форму, насыщенную собственной пластической жизнью».

## Копии и реплики
Ближайшие аналоги сидящей фигуры Ареса отсутствуют, но в различных музеях имеются близкие изображения торса и головы бога войны. По качеству предпочтение отдается торсу из археологического музея Неаполя, а лучшей копией головы считается голова Ареса в Мюнхенской глиптотеке.
В XVII—XVIII веках, в эпоху барокко, с Ареса Людовизи были сделаны многочисленные копии. Уменьшённая бронзовая копия была выполнена итальянским скульптором Джованни Франческо Сусини, во время его посещения Рима в 1630-х годах. Бронзовая копия Ареса Людовизи находится в Музее Эшмола в Оксфорде. Скульптура Ареса из коллекции Людовизи стала одним из непременных экспонатов, которые было необходимо увидеть в «больших турах» по Италии, предпринимаемых английскими аристократами. Портрет Джона Талбота (впоследствии первого графа Талбота) работы Помпео Батони изображает его рядом с Аресом, дабы продемонстрировать его культуру и показать знание произведений классического искусства.
Сын Джамбаттисты Пиранези Франческо в 1783 году сделал гравюру с изображением скульптуры на вилле Людовизи. Гипсовые слепки Ареса попадали в ранние музейные коллекции, такие как Копенгагенская глиптотека и оказывали влияние на несколько поколений художников.
Мраморная копия, сделанная Ламбертом-Сигисбертом Адамом в Риме между 1726 и 1730 годами принадлежала прусскому королю Фридриху Великому и находилась во дворце Сан-Суси в Потсдаме. Вместе с другими произведениями работы Жана-Батиста Пигаля копия Ареса Людовизи была сделана в 1752 году для Людовика XV.
Ещё одна бронзовая копия Ареса находилась в коллекции произведений искусства Германа Геринга в Каринхолле. Теперь она снова установлена перед цитаделью Шпандау (округ Берлина).

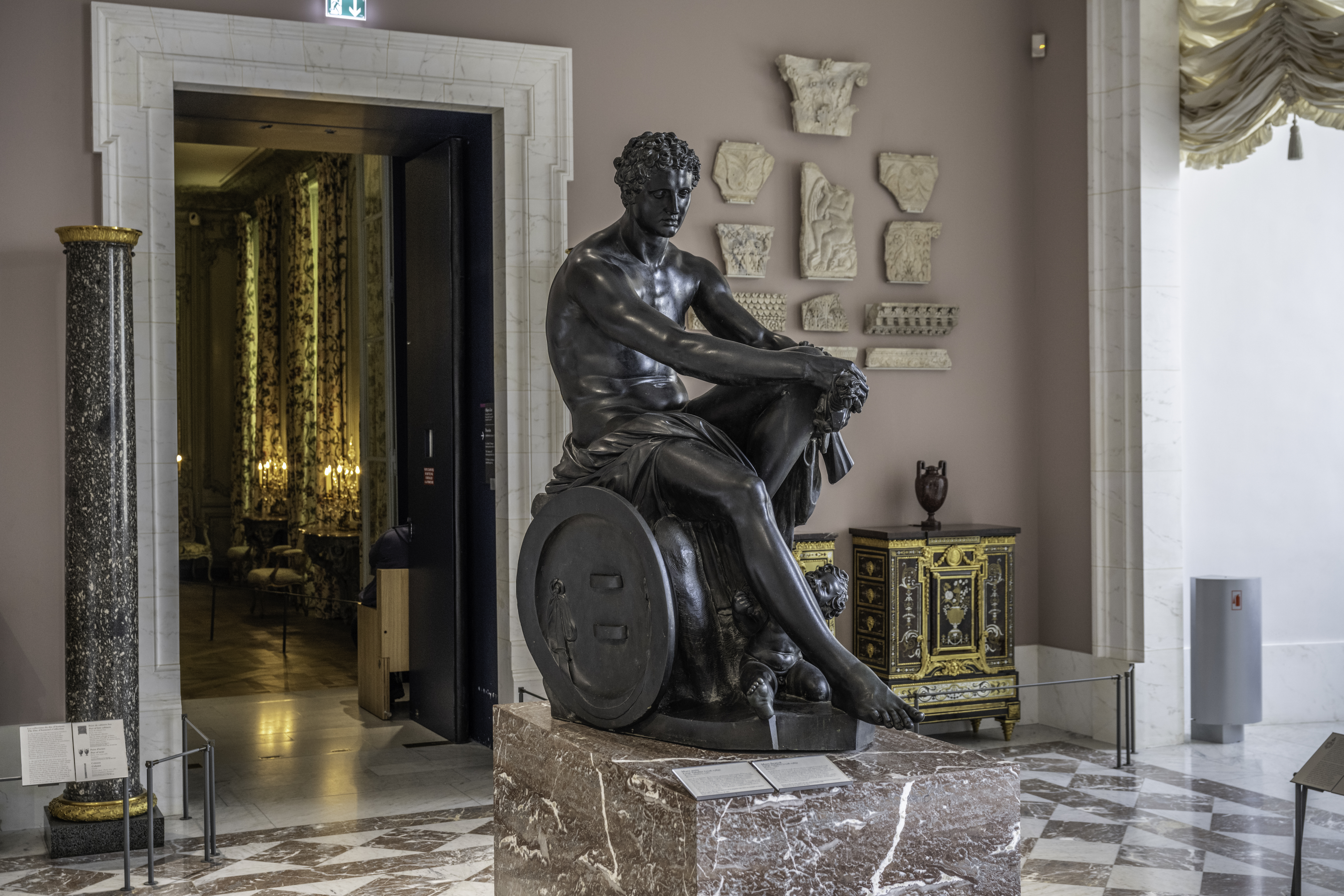
Марс. Реплика Л. Валадье. 1780. Бронза. Лувр, Париж
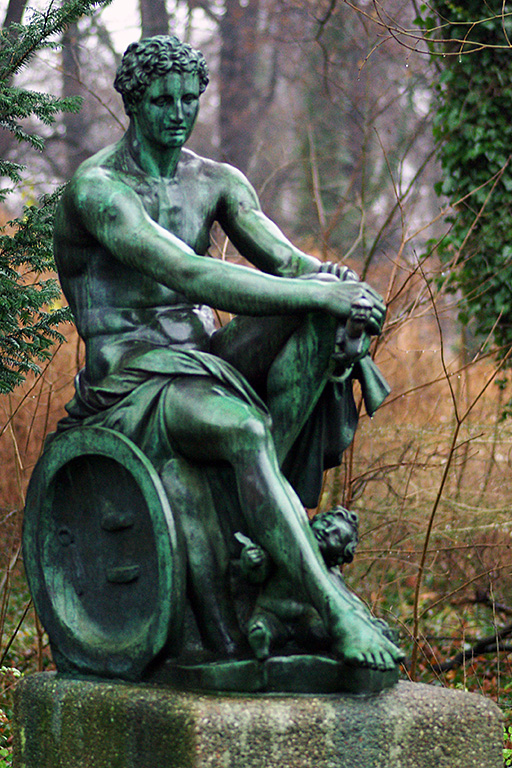
Арес Людовизи. Бронзовая копия. Шпандау, Берлин
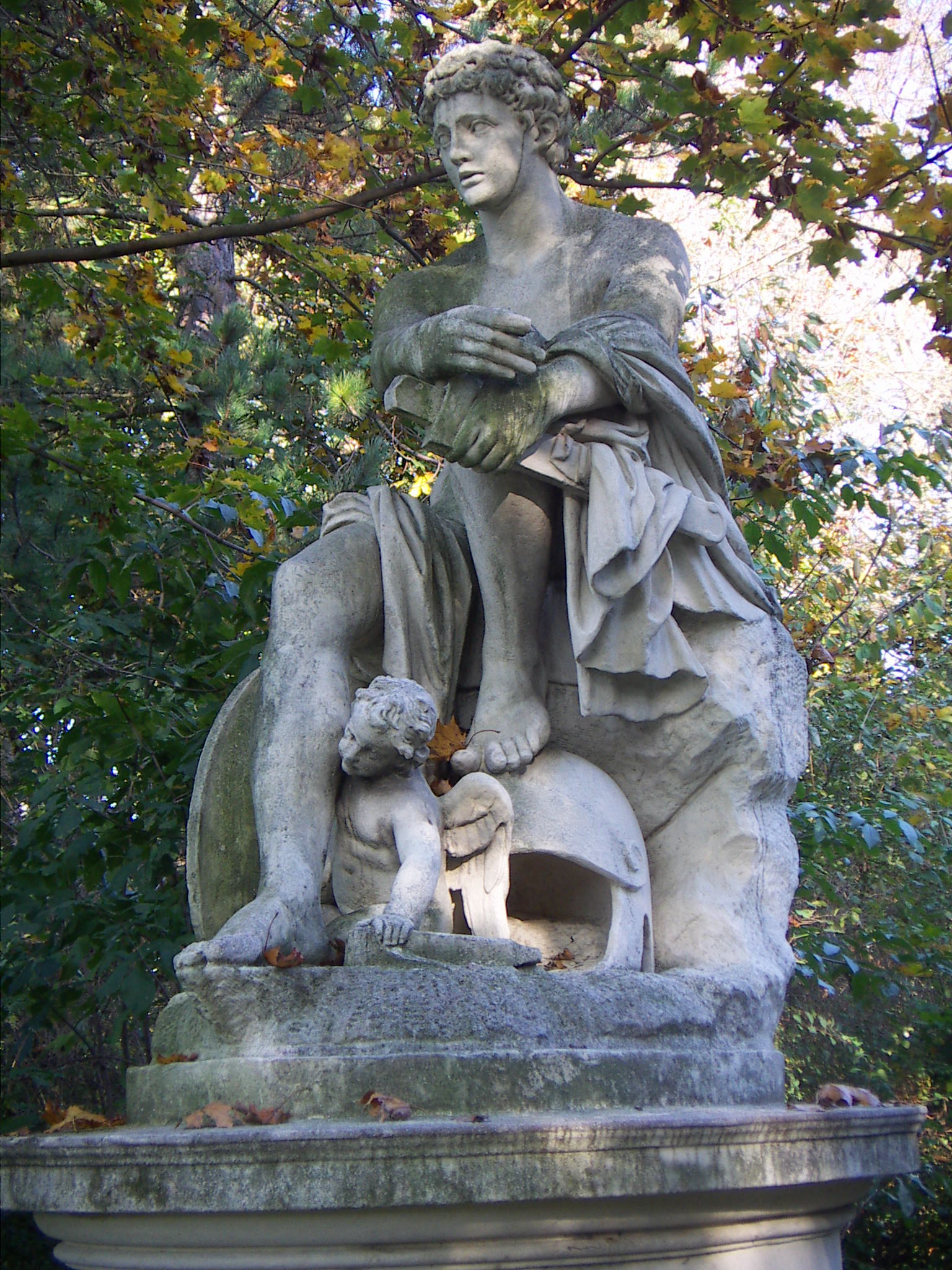
Арес Людовизи. Реплика. Шварценбергпарк, Вена